# 李茂 (延安李氏)
李茂（이무，?—?），朝鲜半岛族谱记载的中国唐朝将领将軍。
660年，唐朝蘇定方征伐百济時，李茂担任中郎将。李茂在灭百济战争後归化新羅。成为朝鮮半岛氏族延安李氏的始祖。中国史书里没有对李茂的记载